# Saraiu (gmina)
Saraiu – gmina w Rumunii, w okręgu Konstanca. Obejmuje miejscowości Dulgheru, Saraiu i Steraju. W 2011 roku liczyła 1282 mieszkańców.